# Christmemel
Christmemel (in latino Christi Memela, Kyrsmemel, Kirsmomela) era una fortezza di frontiera (Ordensburg) dei cavalieri teutonici situata sulle rive del fiume Nemunas. Costruita in legno e terra tra l'8 e il 22 aprile 1313 dal Gran maestro Karl von Trier, Christmemel, presidiata da circa 400 uomini, aveva lo scopo di fungere da base per scagliare delle campagne nel corso della crociata lituana ai danni della pagana Samogizia e del Granducato di Lituania.

## Posizione
La posizione esatta di Christmemel è sconosciuta, ma la maggior parte degli storici identifica la fortezza con una vecchia fortezza di collina situata vicino a Skirsnemunė. Tale dato permetterebbe di collocare la fortezza sulla riva destra del fiume Nemunas, il lato lituano della linea naturale del fronte. I resti della struttura, invero già nei secoli passati in rovina, furono definitivamente compromessi nel 1946, in occasioni delle inondazioni avvenute nella primavera di quell'anno. Più tardi la città di Skirsnemunė si sviluppò vicino al presunto luogo in cui sorgeva l'edificio, rivendicando per sé l'eredità teutonica. Tra le altre ipotesi compiute dagli studiosi rientrano Mastaičiai (compresa nel distretto di Šakiai) e il castello di Panemunė.

## Storia
Durante le fasi di costruzione, invero abbastanza brevi, i cavalieri usarono delle navi per costruire un ponte di barche sul fiume Nemunas. Dopo aver completato la realizzazione della struttura difensiva, i teutonici attaccarono la vicina fortezza di collina lituana di Bisenė, senza però riuscire a espugnarla.
Il 15 settembre 1315, il granduca lituano Vytenis diede il via all'assedio di Christmemel, impiegando nell'occasione macchine da guerra e arcieri ben addestrati. Tuttavia, l'assedio di 17 giorni non ebbe successo e fu tolto un giorno prima dell'arrivo dei rinforzi teutonici. I cavalieri attaccarono invece la fortezza lituana di Junigėda e impiegarono i prigionieri come manodopera per ricostruire Christmemel. L'assedio fu l'ultimo impegno di Vytenis, che probabilmente morì nel 1315, anno a cui risale la sua ultima menzione. Nel 1316, circa 80 uomini della guarnigione di Christmemel attaccarono 80 lituani di ritorno da Bisenė. Tutti i lituani, tranne cinque, vennero uccisi.
Nel luglio 1324, circa 400 lituani tentarono di attaccare la fortezza di sorpresa: tuttavia, un pescatore del posto allertò la guarnigione e consentì di dare l'allarme. I baltici finirono intrappolati e sconfitti, con il loro comandante ucciso e i superstiti scappati in tutta fretta. Il cronista tedesco Pietro di Duisburg annovera in quel momento il compimento di un atto di lealtà pagana: quando i lituani tornarono al castello per reclamare il cadavere della loro guida, furono accolti da raffiche di frecce teutoniche. Nonostante le pesanti perdite, i pagani riuscirono a portare via le spoglie. Nel 1328, Christmemel fu abbandonato e la guarnigione si trasferì al castello di Klaipėda di recente creazione. Pietro di Duisburg riferì che la fortezza fu danneggiata da "un movimento della terra", ovvero probabilmente un'accentuata erosione o una grossa frana.